# بژوزوف
بژوزوف (به لاتین: Brzozów) یک شهر در لهستان است که در گمینا بژوزوف واقع شده‌است. برزوزوو ۱۱٫۴۵ کیلومتر مربع مساحت و ۷٬۷۰۵ نفر جمعیت دارد.

## خواهرخوانده
شهرهای ملداوا ناد بدوو و سامبیر خواهرخوانده‌های برزوزوو هستند.